# Феноменов, Николай Николаевич
Николай Николаевич Феноменов (1855, Ливны — 29 ноября 1918) — акушер-гинеколог.

## Биография
Родился 21 марта (2 апреля) 1855 года  в Орловской губернии в городе Ливнах в семье соборного протоиерея. Начальное и среднее образование получил в духовном училище своего города. Далее Н. Н. Феноменов решил получить историко-филологическое образование в Санкт-Петербурге, однако позже перевёлся на физико-математический факультет естественного отделения, на котором отучился только первый курс. Высшее образование получил в Императорской медико-хирургической академии, в которой окончил курс в 1878 году и был оставлен при ней для усовершенствования. Учась в университете, Н. Н. Феноменов практиковался в акушерско-гинекологической клинике М. И. Горвица, а также у С. П. Боткина в терапевтической клинике. Во время Русско-турецкой войны был фельдшером в тылу. В 1880 году за диссертацию «О кифотическом тазе и разрыве симфиза во время родов» (СПб.) получил степень доктора медицины, в 1882 году был назначен приват-доцентом акушерства и гинекологии академии и стал читать лекции пятикурсникам по патологии послеродового периода.
Затем был отправлен по военной-медицинской службе в 40-й резервный батальон, в Ковель. Однако военная служба его продлилась недолго, поскольку М. И. Горвиц приложил усилия для возвращения Н. Н. Феноменова в акушеро-гинекологическую академию. Кроме того, в 1884 году, также по содействию своего научного руководителя, он был отправлен в командировку за границу с целью научного развития.
По возвращении из заграничной командировки был назначен 1 сентября 1885 года экстраординарным профессором акушерства и женских болезней Казанского университета. В это время при Казанском университете возродилась акушерско-гинекологическая клиника и, по инициативе Феноменова, была возобновлена работа городского родильного приюта. Звание ординарного профессора Н. Н. Феноменов получил 1 июня 1892 года.
В 1899 году он был назначен директором Надеждинского родовспомогательного заведения (ведомства учреждений императрицы Марии) и профессором Женского медицинского института в Петербурге.
Феноменов сделал более тысячи чревосечений и напечатал свыше сорока научных работ, посвященных различным отделам акушерства и гинекологии. Многие из работ Феноменова переведены на иностранные языки. Кроме этих трудов, Феноменов напечатал руководство для врачей и студентов под заглавием «Оперативное акушерство» (выдержало 4 изд.). Феноменов состоял членом медицинского совета министерства внутренних дел.
Бронзовый бюст Николая Феноменова установлен фойе кафедры акушерства и гинекологии Первого Санкт-Петербургского медицинского университета имени академика Павлова, возле входа в аудиторию № 5, где знаменитый хирург читал свои лекции.
Скончался в Петрограде 29 ноября 1918 года от воспаления лёгких.